# Čelinac
Općina Čelinac nalazi se pored Banje Luke, u sjevernom dijelu Bosne i Hercegovine.
Općina pripada entitetu Republike Srpske.

## Stanovništvo
Po posljednjem službenom popisu stanovništva iz 1991. godine, općina Čelinac imala je 18.713 stanovnika, raspoređenih u 30 naselja.
| Stanovništvo općine Čelinac |                 |                 |                 |
| godina popisa               | 1991.           | 1981.           | 1971.           |
| Srbi                        | 16.554 (88,46%) | 15.832 (86,25%) | 15.880 (91,10%) |
| Muslimani                   | 1.446 (7,72%)   | 1.232 (6,71%)   | 1.209 (6,93%)   |
| Hrvati                      | 76 (0,40%)      | 86 (0,46%)      | 90 (0,51%)      |
| Jugoslaveni                 | 377 (2,01%)     | 885 (4,82%)     | 14 (0,08%)      |
| ostali i nepoznato          | 260 (1,38%)     | 319 (1,73%)     | 237 (1,35%)     |
| ukupno                      | 18.713          | 18.354          | 17.430          |

#### Čelinac (naseljeno mjesto), nacionalni sastav
| Čelinac            |                |                |              |
| godina popisa      | 1991.          | 1981.          | 1971.        |
| Srbi               | 3.450 (71,03%) | 1.798 (57,33%) | 569 (43,07%) |
| Muslimani          | 1.005 (20,69%) | 817 (26,05%)   | 694 (52,53%) |
| Hrvati             | 51 (1,05%)     | 57 (1,81%)     | 32 (2,42%)   |
| Jugoslaveni        | 234 (4,81%)    | 402 (12,81%)   | 7 (0,52%)    |
| ostali i nepoznato | 117 (2,40%)    | 62 (1,97%)     | 19 (1,43%)   |
| ukupno             | 4.857          | 3.136          | 1.321        |

## Naseljena mjesta
Balte, Basići, Branešci Donji, Branešci Gornji, Brezičani, Crni Vrh, Čelinac, Čelinac Gornji, Dubrava Nova, Dubrava Stara, Grabovac, Jošavka Donja, Jošavka Gornja, Kablovi, Kamenica, Lađevci, Lipovac, Popovac, Markovac, Mehovci, Memići, Miloševo, Opsječko, Popovac, Skatavica, Šahinovići, Šnjegotina Donja, Šnjegotina Srednja, Šnjegotina Velika, Štrbe i Vijačani Gornji.

## Poznate osobe
- Rajko Kuzmanović, predsjednik Republike Srpske

## Obrazovanje
OŠ Miloš Dujić je izgrađena 1970. godine kao poklon grada Sarajeva. Više puta je obnavljana i trenutno se nalazi u dobrom stanju.
Školu pohađa oko 1000 učenika.
OŠ Mladen Stojanović je škola koja se nalazi u naselju Jošavka.